# Nano Nuclear Energy
Nano Nuclear Energy es una compañía estadounidense de generación y desarrollo de Micro-reactores nucleares y servicios nucleares, con sede central en New York, Estados Unidos. Es miembro oficial del Consejo de la Industria Nuclear de EE. UU. (USNIC) y de la organización Nuclear Institute con sede en Reino Unido. Fue seleccionado como miembro fundador de HALEU (High Assay Low Enriched Uranium, en español; Uranio enriquecido bajo ensayo) del Departamento de Energía de los Estados Unidos.

## Historia
Fue establecida en 2021 por Jay Jiang Yu, su sede central está ubicada en la ciudad de New York. Se encarga de desarrollo y transporte de micro-reactores nucleares, dispositivos patentados, portátiles, y energía libres de carbón.En 2022 nombró a Winston Chow, exasesor principal del Departamento de Energía de Estados Unidos para Asia Oriental, como director de políticas (CPO), y a Ian Farnan, presidente del Centro de Energía Nuclear de Cambridge, como encargado para el ciclo del combustible nuclear, radiación y materiales, y Eugene Shwageraus, profesor de ingeniería de sistemas de energía nuclear en el Departamento de Ingeniería de la Universidad de Cambridge, como miembro principal de ingeniería de reactores nucleares. La Compañía también nombró a Lassina Zerbo, Presidente de la Junta Directiva de la Junta de Energía Atómica de Ruanda (RAEB), como Presidente de la Junta Asesora Ejecutiva para África, y a Jeffrey L. Binder, como Director de Tecnologías Nucleares y de laboratorio. 
Está integrada principalmente por el fundador Jay Jiang Yu y el director ejecutivo y jefe de desarrollo de reactores, James Walker.Desde 2023 es integrada al Consejo de la industria nuclear de Estados Unidos (USNIC), y Nuclear Institute  donde participó en la cena anual de la Asociación de la Industria Nuclear .Obtuvo financiación de 4,14 millones de dólares para financiar la expansión del mercado. Participó en la Comisión de New Hampshire que investiga la implementación de tecnología de reactores nucleares de  generación en el estado.
Fue seleccionada como miembro y subsidaria  del Consorcio de Uranio de Alto Ensayo y Bajo Enriquecimiento (HALEU Energy Fuel), del Departamento de Energía de Estados Unidos, para investigación, desarrollo, demostración y uso comercial. 

## Micro-Reactores
En 2023 firmó en conjunto del Laboratorio Nacional de Idaho un acuerdo de proyecto de asociación estratégica para una capacidad de fabricación de combustible nuclear, donde se efectuó los productos micro-reactores; reactor de batería de núcleo sólido y un reactor de refrigerante de baja presión, nombrado como ZEUS y ODIN, incluye sistemas de seguridad pasivos, como conducción y convección, para disipar el calor sin sistemas mecánicos complicados.